# Франжю, Жорж
Жорж Франжю́ (фр. Georges Franju; 12 апреля 1912, Фужер, департамент Иль и Вилен — 5 ноября 1987, Париж) — французский кинорежиссёр, киноархивист, один из основателей Французской синематеки.

## Биография
В 1936 году вместе с Анри Ланглуа (в 1934 они в соавторстве сняли документальный фильм «Подземка») основал крупнейший киноархив — Французскую синематеку. В 1938—1945 годах был исполнительным секретарём Международной федерации киноархивов (ФИАФ), в 1945—1953 — генеральным секретарём Института научного кино.
Прославился документальными фильмами «Кровь животных» (1949) и «Дом инвалидов» (1951), где сцены крайней жестокости и уродства были показаны с ледяным бесстрастием. Ту же интонацию он перенёс в свой первый игровой фильм «Головой об стену» (1958, по Эрве Базену), действие которого разворачивалось в психиатрической лечебнице. Фильм вызвал широкую публичную дискуссию о необходимости гуманизировать психиатрию. Жан-Люк Годар сказал об этой картине: «Фильм безумца о безумцах, но фильм безумной красоты».
Снимал также «чёрные» фильмы, близкие к фильмам ужасов, и научно фантастические ленты. Создал несколько киноэкранизаций. С 1970-х годов работал в основном в театре и на телевидении, а в 1975 году снял сериал по мотивам своего самого известного фильма «Глаза без лица».
По мнению Жака Лурселя переход Франжю от его превосходных документальных фильмов в формат полного метра стал большой потерей для французского кино: «Язвительность этого режиссёра, его плодотворная агрессивность и жёсткость, гениальная ирония и владение подтекстами бесследно исчезли в тяжеловесных экранизациях классики и переделках немых приключенческих сериалов, снятых им с 1958-го по 1973 г.»

## Фильмография
- Подземка / Le Metro (1935)
- Кровь животных / Le sang des bêtes (1948)
- Через Лотарингию / En passant par la Lorraine (1950)
- Дом инвалидов / Hôtel des Invalides (1951)

- Великий Мельес (1952)
- Месье и мадам Кюри / Monsieur et Madame Curie (1952)
- Пыль / Les Poussières (1954)
- По поводу реки / A propos d’une rivière (1955)
- Мой пёс / Mon chien (1955)
- Национальный народный театр / Le Théâtre national populaire (1956)
- На мосту в Авиньоне / Sur le pont d’Avignon (1956)
- Нотр-Дам де Пари / Notre-dame, cathédrale de Paris (1957)
- Первая ночь / La première nuit (1958)
- Головой об стену / La tête contre les murs (1958)
- Глаза без лица (1959)
- Убийца выходит из тени (1961)
- Жюдекс (1963, дань признательности Луи Фейаду)
- Тереза Дескейру (1962, по роману Франсуа Мориака, номинация на Золотого льва)
- Самозванец Тома / Thomas l’imposteur (1965, по роману Жана Кокто, номинация на Золотого медведя)
- Белые занавески / Les rideaux blancs (1965)
- Аллен Марсель / Marcel Allain (1965)
- Проступок аббата Муре (1970, по роману Эмиля Золя)
- Красные ночи (1974, дань признательности романам о Фантомасе)
- Последняя мелодрама / Le dernier mélodrame (1974)